# قتل نیکول براون سیمپسون
قتل نیکول براون سیمپسون(به انگلیسی: Murder of Nicole Brown Simpson) یک فیلم آمریکایی ۲۰۱۹ است که براساس قتل نیکول براون سیمپسون ساخته شده است. این فیلم یک تئوری جایگزین را ارائه می دهد که قاتل او چه کسی می تواند باشد، قاتل سریالی گلن ادوارد راجرز، در مقایسه با مظنون اصلی، همسر سابقش OJ سیمپسون.   این فیلم به کارگردانی دانیل فاراندز ساخته شده است.  واکنش ها به فیلم منفی بودند. 

## بازیگران
- منا سواری در نقش نیکول براون سیمپسون
- نیک استال در نقش گلن ادوارد راجرز
- تارن منینگ به عنوان فای رزنیک
- درو روی در نقش ران گلدمن
- آگنس بروکنر در نقش کریس جنر
- ژن فریمن به عنوان OJ Simpson

## پذیرایی
جمع کننده روتین گوجه فرنگی روتین گوجه فرنگی ، براساس ۹ بازبینی ، با میانگین رتبه  ۱۰۷ / ۱۰ ، رتبه تصویب را به این فیلم می‌دهد.  Frank Scheck از هالیوود ریپورتر به فیلم نقد منفی داد و اظهار داشت: آن (به همراه چند فیلم دیگر کارگردان) معادل "graverobbing سینمایی" است و یکی از تنها طرفداران این فیلم احتمالاً OJ Simpson خواهد بود.  Guy Lodge of Variety نیز به بررسی منفی آن پرداخت. 